# Jochen Dauer
Jochen Dauer (* 10. Januar 1952 in Nürnberg) ist deutscher Unternehmer und ehemaliger Automobilrennfahrer.

## Karriere als Rennfahrer
Als Rennfahrer war er in den 1980er bis Anfang der 1990er Jahre mit seinem Rennstall Jochen Dauer Racing mit dem Porsche 962C erfolgreich.
Seine Rennsportlaufbahn begann 1973 mit Starts bei Bergrennen mit einem NSU TTS. Von 1975 bis 1981 startete er bei einigen Läufen in der Formel-3-EM und -DM sowie in der Formel-2-EM und sporadisch in der Deutschen Rennsport-Meisterschaft auf einem BMW 320 Gruppe 5. In der Formel-2-Europameisterschaft fuhr Dauer einige Rennen für deutsche Privatteams, die zumeist gebrauchte britische Rennwagen einsetzten. 1981 ging er bei zwei Rennen für das neu gegründete Team GRS Motorsport an den Start, das ein selbst konstruiertes Auto verwendete. Nach einem Ausfall in Hockenheim stellte GRS den Betrieb ein. 1982 bestritt er den Renault 5 Turbo Pokal. 1983 startete er bei einigen Läufen zur DRM und in der Interserie auf einem Porsche 908/3 Turbo. 1984 und 1985 fuhr Jochen Dauer einige Rennen in der Interserie und in der DRM für Gebhardt Motorsport und für das Team Zakspeed sowie für Roy Baker Promotions Ford. 1986, inzwischen mit eigenem Team, setzte er in der Interserie und im Supercup einen Zakspeed C1/8 ein. Für die Saison 1987 kaufte er von John Fitzpatrick, der seinen Rennstall Ende 1986 zusperrte, seinen ersten Porsche 962 einschließlich Ersatzteilen und Renntransporter und fuhr bis 1990 in der FIA World Sports-Prototype Championship (WSPC), der Interserie und im Supercup, wo als besonderes Highlight sein Heimrennen, die 200 Meilen von Nürnberg auf dem Norisring, ausgetragen wurde. Dort brachte er 1988 für Chip Robinson und 1989 für John Andretti jeweils einen zweiten Porsche 962 an den Start. Parallel zu den Veranstaltungen in Europa setzte er 1990 einen Porsche 962 C in der IMSA Rennserie ein, fuhr dort aber nie selbst. 1991 brachte Dauer zwei neu aufgebaute Porsche 962 C zu den 24H von Daytona und ließ die beiden Rennfahrerdynastien, die Andrettis und die Unsers, gegeneinander antreten. Insgesamt kommt Jochen Dauer nach seiner 30-jährigen Laufbahn als Rennfahrer auf 100 Siege bei 500 Starts.

## Karriere als Unternehmer
1993 ging aus der Jochen Dauer Racing die Dauer Sportwagen GmbH hervor. Dort entwickelte er den für die Straße zugelassenen Supersportwagen, den Dauer 962 LM, der auf dem Rennprototyp Porsche 962 basiert. Für den Umbau verwendete er seine eigenen Fahrzeuge, unbenutzte Chassis von Porsche und auch zugekaufte ehemalige Rennwagen. Die Rennversion, der Dauer 962 LM GT, gewann 1994 die 24H von Le Mans mit den Fahrern Yannick Dalmas, Hurley Haywood und Mauro Baldi.
1997 erwarb ein fränkischer Unternehmer die Konkursmasse von Bugatti mit den noch verfügbaren Teilen für den Bugatti EB110 und stellte dieses Paket als Darlehen der Dauer Sportwagen GmbH zur Verwertung zur Verfügung; die Namensrechte an Bugatti übernahm die Volkswagen AG. Der Teilefundus diente zum einen dem Service für die bis zur Firmenaufgabe etwa 120 verkauften Bugatti EB 110, zum anderen entstanden daraus unter dem Namen Dauer neue Sportwagen für den amerikanischen Markt.

## Strafverfahren
Seit Anfang 2010 befand sich Jochen Dauer in Untersuchungshaft in Nürnberg, nachdem gegen ihn aufgrund des Verdachts der Steuerhinterziehung ermittelt wurde und ein internationaler Haftbefehl in der Schweiz vollstreckt wurde. Jochen Dauer wurde noch im selben Jahr zu einer Freiheitsstrafe von dreieinhalb Jahren verurteilt.

## Privates
In seiner Freizeit nimmt Jochen Dauer mit seinen Riesenschnauzern an Hundeausstellungen auf EM- und WM-Niveau teil.

## Statistik

### Sportliche Erfolge (Auswahl)
- 4. Platz Deutsche Bergmeisterschaft
- Formel 3
  - 1976: 2. Platz Formel-3-DM (Avus Rennen)
  - 1976: 5. Platz Formel-3-EM (Avus Rennen)
  - 1978: 3 Siege in der Formel-3-DM

- Interserie (1. Division)
  - 1988 Sieger Interserie Fahrerwertung mit 2 Siegen (Most und Zeltweg II)
  - 1988 Sieger Interserie Teamwertung

- Supercup
  - 1989: 3. Platz Nürburgring Eifelrennen
  - 1989: 2. Platz Nürburgring Supersprint

### Einzelergebnisse in der Sportwagen-Weltmeisterschaft
| Saison | Team                 | Rennwagen              | 1   | 2   | 3   | 4   | 5   | 6   | 7   | 8   | 9   | 10  | 11  | 12  | 13  | 14  | 15  | 16  | 17  |
| ------ | -------------------- | ---------------------- | --- | --- | --- | --- | --- | --- | --- | --- | --- | --- | --- | --- | --- | --- | --- | --- | --- |
| 1978   | Sportscars Stuttgart | Ford Escort            | DAY | SEB | MUG | TAL | DIJ | SIL | NÜR | LEM | MIS | DAY | WAT | VAL | ROD |     |     |     |     |
| 1978   | Sportscars Stuttgart | Ford Escort            |     |     |     | DNF |     |     |     |     |     |     |     |     |     |     |     |     |     |
| 1979   | Zakspeed             | Ford Escort            | DAY | SEB | MUG | TAL | DIJ | RIV | SIL | NÜR | LEM | PER | DAY | WAT | SPA | BRH | ROA | VAL | ELS |
| 1979   | Zakspeed             | Ford Escort            |     |     |     |     | 27  |     |     |     |     |     |     |     |     |     |     |     |     |
| 1986   | Zakspeed             | Zakspeed C1/8          | MON | SIL | LEM | NÜN | BRH | JER | NÜR | SPA | FUJ |     |     |     |     |     |     |     |     |
| 1986   | Zakspeed             | Zakspeed C1/8          | DNF |     |     |     |     |     |     |     |     |     |     |     |     |     |     |     |     |
| 1987   | Dauer Racing         | Porsche 962            | JAR | JER | MON | SIL | LEM | NÜN | BRH | NÜR | SPA | FUJ |     |     |     |     |     |     |     |
| 1987   | Dauer Racing         | Porsche 962            |     |     |     |     |     | DNF |     | 8   |     |     |     |     |     |     |     |     |     |
| 1988   | Dauer Racing SARD    | Porsche 962 SARD MC88C | JER | JAR | MON | SIL | LEM | BRÜ | BRH | NÜR | SPA | FUJ | SAN |     |     |     |     |     |     |
| 1988   | Dauer Racing SARD    | Porsche 962 SARD MC88C |     |     |     |     |     |     |     | DNF | DNF | DNF |     |     |     |     |     |     |     |
| 1989   | Dauer Racing         | Porsche 962            | SUZ | DIJ | JAR | BRH | NÜR | DON | SPA | MEX |     |     |     |     |     |     |     |     |     |
| 1989   | Dauer Racing         | Porsche 962            | 15  | DNF |     | DNF | DNF |     | DNF |     |     |     |     |     |     |     |     |     |     |
| 1990   | Konrad Motorsport    | Porsche 962            | SUZ | MON | SIL | SPA | DIJ | NÜR | DON | MOT | MEX |     |     |     |     |     |     |     |     |
| 1990   | Konrad Motorsport    | Porsche 962            |     | 15  |     |     |     |     |     |     |     |     |     |     |     |     |     |     |     |